# Diamant de Porter

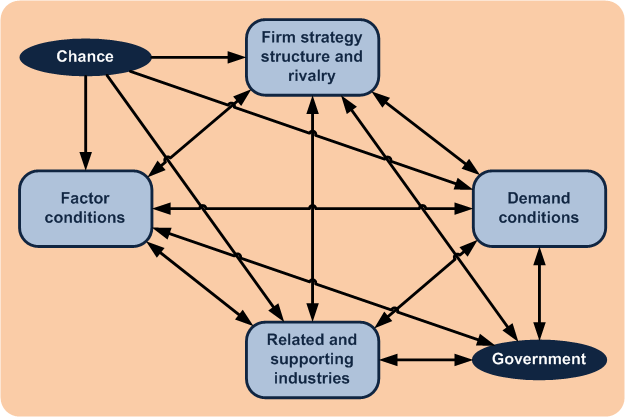
Esquema del model, en forma de diamant

El Diamant de Porter és un model econòmic desenvolupat per Michael E. Porter (Ann Arbor, Michigan, 1947) que explica com determinats sectors industrials obtenen avantatges competitius derivats de la seua localització en un entorn determinat

## El model
Porter identifica diversos factors que determinen l'avantatge competitiu d'un sector en un país.
- Condicions dels factors. Potencial d'un país en funció de factors com la mà d'obra, infraestructures especialitzades o la seva base científica.
- Condicions de la demanda. La capacitat dels compradors d'un país de mostrar més fàcilment les seves necessitats i la pressió que exerceixen aquests a les empreses perquè innovin amb més rapidesa.
- Sectors afins i auxiliars. Existència de sectors que siguin internacionalment competitius que proveeixen, col·laboren o presten serveis al sector de referència.
- Estratègia, estructura i rivalitat de les empreses. L'existència de forta competitivitat en el mateix sector és un gran estímul per l'obtenció contínua d'avantatges competitius.

## El diamant de Porter com a sistema interrelacionat
Els efectes de cada un dels quatre factors depenen un dels altres, i es reforcen entre ells. A més, els països normalment tenen més d'un sector d'activitat, i aquest model identifica un comportament entre els diferents sectors competitius que col·laboren entre si.